# Максимчук, Владимир Михайлович

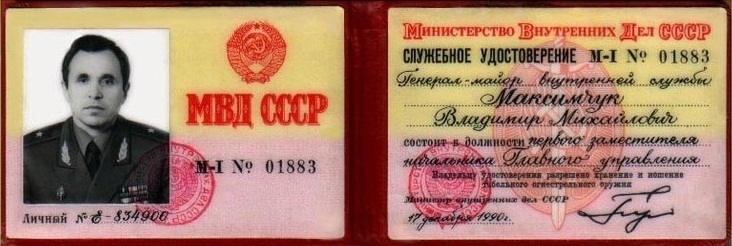
Служебное удостоверение первого зам.нач.главного управления пожарной охраны МВД СССР
Владимира Максимчука 1990 год

Влади́мир Миха́йлович Максимчу́к (8 июня 1947, село Доброводы, Збаражский район, Тернопольская область — 22 мая 1994) — генерал-майор внутренней службы, первый Герой Российской Федерации среди пожарных, удостоенных этой награды в мирное время.

## Биография
Родился в семье крестьян, окончил Львовское пожарно-техническое училище и Высшую инженерную пожарно-техническую школу МВД СССР.
В 1968 году вступил в комсомол ВЛКСМ, член КПСС.
Прошёл путь от лейтенанта внутренней службы, начальника караула 2-й военизированной пожарной части Управления пожарной охраны Москвы до генерал-майора внутренней службы, первого заместителя начальника Главного управления пожарной охраны (ГУПОиСПАСР) МВД СССР.
С мая 1968 г. по декабрь 1980 г. работал в московском гарнизоне пожарной охраны, с января 1981 г. по июнь 1992 г. — в Главном управлении пожарной охраны МВД СССР; в 1992—1994 гг. — начальник Управления пожарной охраны ГУВД Москвы.
Долгие годы являлся председателем президиума российской Федерации пожарно-прикладного спорта.
В апреле 1994 года Красный Крест Швеции предложил Максимчуку, уже смертельно больному, последнюю попытку выжить. Он принял предложение и срочно вылетел в Стокгольм. Умер 22 мая 1994 года в Москве. Смерть наступила в результате хронической лучевой болезни, полученной при ликвидации пожара на ЧАЭС.

### Служба
- С октября 1965 года по апрель 1968 года обучался в Львовском пожарно-техническом училище;
- В мае 1968 года был назначен на должность начальника караула 2-й ВПЧ (военизированной пожарной части) Управления пожарной охраны (УПО) Москвы;
- С сентября 1968 года по октябрь 1969 года — заместитель начальника (заместитель командира команды) 2-й ВПЧ;
- С октября 1969 года по март 1973 года — начальник (командир команды) 50-й ВПЧ;
- С марта 1973 года по сентябрь 1976 года — заместитель начальника 1-го отряда (заместитель командира дивизиона), начальник штаба в/ч 5111;
- С сентября 1976 года по февраль 1978 года — заместитель начальника 12-го отряда, (заместитель командира дивизиона), начальник штаба Учебного полка, в/ч 5103;
- С февраля 1978 по август 1978 года заместитель командира — начальник штаба Учебного полка ВПО УПО ГУВД Мосгорисполкома, в/ч 5104;
- С августа 1978 года по декабрь 1980 года — начальник отделения боевой подготовки штаба Управления пожарной охраны (УПО) Главного управления внутренних дел (ГУВД) Москвы, в/ч 5116;
- С декабря 1980 года — откомандирован в распоряжение Главного управления пожарной охраны (ГУПО) МВД СССР, где и служил до марта 1985 года — в должности заместителя начальника оперативно-тактического отдела (начальника оперативно-тактического отдела пожаротушения и пожарной техники — при изменении штатного расписания);
- С марта 1985 года по март 1989 года начальник оперативно-тактического отдела (начальник оперативно-тактического отдела пожаротушения и пожарной техники — при изменении штатного расписания);
- С марта 1989 года по январь 1990 года — заместитель начальника Главного управления пожарной охраны МВД СССР;
- С января 1990 года по август 1991 года — первый заместитель начальника Главного управления пожарной охраны МВД СССР;
- С августа 1991 года по июнь 1992 года — первый заместитель начальника Главного управления пожарной охраны и аварийно-спасательных работ МВД СССР;
- С июня 1992 по май 1994 годы возглавлял Управление пожарной охраны Москвы.

### Семья
- Жена — Людмила Викторовна Максимчук
- Дочь — Мария Владимировна Максимчук, дирижёр в Театре имени Станиславского и Немировича-Данченко[1], старший преподаватель в Московской консерватории[2].

## Профессиональная деятельность

### Объекты, крупные пожары, чрезвычайные ситуации
- Крупные пожары в гостинице «Россия», 1977 и 1987 гг.;
- Олимпиада в Москве, 1980 г.;
- Подземный пожар на станции метро «Октябрьская», Москва, 10 июня 1981 г.[3];
- Пожар на Московском нефтеперерабатывающем заводе, 8—9 апреля 1985 г.[4];
- Радиационная катастрофа на Чернобыльской АЭС[5], 1986 г. (в том числе пожар 22—23 мая 1986 г.[6]);
- Землетрясение в Армении, декабрь 1988 г.;
- Химическая катастрофа на комбинате минеральных удобрений в Ионаве, Литва, март 1989 г.;
- Железнодорожная катастрофа под Уфой, июль 1989 г.;
- Общественно-политический конфликт в Нагорном Карабахе, 1990 г.;
- Политическая ситуация в Баку в январе 1990 г.;
- Политическая ситуация в Москве в августе 1991 г.;
- Пожар в 25-этажном жилом доме в Москве на проспекте Маршала Жукова, 29 марта 1993 г.[7];
- Столкновение бензовоза с троллейбусами в Москве, на Дмитровском шоссе, 24 июня[8] 1993 г.[9];
- Пожары в Останкино, Белом доме и мэрии в октябре 1993 г.;
- Подземный пожар в тоннелях около метродепо «Владыкино», Москва, 17 января 1994 г.[10]

### Пожар на Чернобыльской АЭС: руководство и тактика
Максимчук руководил тушением пожаров любой степени сложности в Москве и десятках регионов СССР. Пожар на Чернобыльской атомной электростанции произошел в ночь с 22 на 23 мая 1986 года. Подполковник внутренней службы, начальник оперативно-тактического отдела ГУПО МВД СССР, член Правительственной комиссии, Владимир Максимчук, руководивший сводным отрядом пожарных по охране Чернобыльской АЭС, принял на себя руководство пожаром, возникшем в кабельных тоннелях (галереях) четвёртого энергоблока. В сложных тактико-психологических условиях он сумел точно оценить обстановку, провести оперативную разведку очага возгорания и организовать тушение.

### Внедрения, реформы, преобразования
- инициативное новаторство по созданию эффективной общегосударственной системы безопасности и борьбы с авариями, катастрофами и стихийными бедствиями — отечественной аварийно-спасательной службы экстренного реагирования на чрезвычайные ситуации на базе противопожарной службы (на рубеже 1989—1991 гг.), ставшей прототипом современного МЧС;
- Налаживание выпуска новейшей пожарной техники, пожарно-технического вооружения и аварийно-спасательного оборудования;
- Серия побед советских и российских спортсменов в пожарно-прикладном спорте на мировой арене; постановка вопросов пожарно-прикладного спорта на принципиально новую основу (1980-е гг.);
- Командировки по обмену опытом в Польшу, Венгрию, Чехословакию, Германию, Кубу, США, Данию, Австрию, Финляндию (1980—1990-е гг.); в Мемфисе, штат Теннесси (1991 г.), Владимиру Михайловичу вручили символический ключ от города и сертификат, удостоверяющий титул почетного гражданина города со всеми привилегиями и правами;
- Ликвидация «белых пятен» на противопожарной карте столицы — принятие 9 ноября 1993 года генерального плана о строительстве в столице новых 47 депо (1992—1994 гг.);
- Строительство и введение в строй 25 новых пожарных депо (1993—1994 гг.);
- Разработка проекта создания в Москве современного Учебного центра по подготовке пожарных специалистов (1993 г.);
- Разработка новейших образцов пожарной техники для работы в чрезвычайных условиях и на больших высотах (1990-е гг.);
- Создание вертолётной пожарной службы — первой в России (1994 г.);
- Обновление парка спецтехники, создание новых образцов технического вооружения, позволяющих решать нелегкие вопросы противопожарной защиты столицы (1992—1994 гг.);
- Подготовка к сдаче в эксплуатацию и начало работы современного комплекса службы «01» — Центра управления силами и средствами пожарной охраны (ЦУСС) (1993 г.);
- Строительство и ведение в строй Учебного центра по подготовке пожарных специалистов, конкурентоспособного с заграничными аналогами (1993—1994 гг.);
- Создание регионального специализированного отряда по тушению крупных и наиболее опасных пожаров, оснащенного современной аварийно-спасательной техникой (1993 г.);
- Преодоление барьера высотности зданий (1992—1994 гг.);
- Расширение и укрепление международных связей Москвы (1992—1994 гг.);
- Проведение структурной перестройки УПО Москвы, объединены усилия двух основных направлений деятельности: службы пожаротушения и Госпожнадзора; созданы предпосылки для становления местных гарнизонов ГПС с учётом территориального деления на административные округа (1994 г.);
- Активное участие в разработке законопроекта «О пожарной безопасности», других документов и норм, подготовлен переход гарнизона на контрактную службу (1992—1994 гг.).

## Награды
- Герой Российской Федерации, посмертно указом Президента РФ № 1493 от 18 декабря 2003 года;
- Орден Красной Звезды (1989);
- Орден «За личное мужество» (1993);
- Медаль «За воинскую доблесть. В ознаменование 100-летия со дня рождения В. И. Ленина»;
- Две медали «За отвагу на пожаре»;
- Медали «За боевые заслуги», «За безупречную службу» 1-й, 2-й и 3-й степеней, «Ветеран труда», «За отличную службу по охране общественного порядка»;
- Нагрудный знак «Лучшему работнику пожарной охраны»;
- Три памятные медали пожарной охраны Латвии и Литвы.

## Память

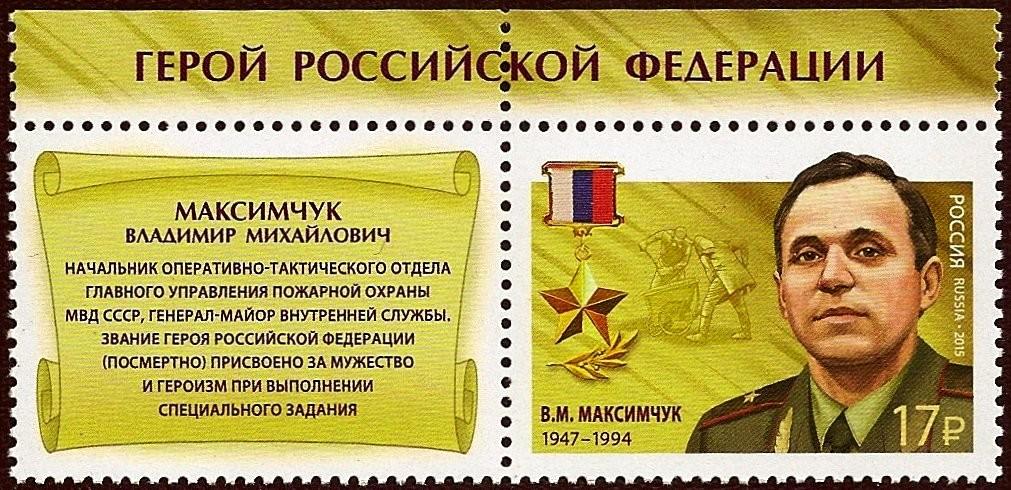
Почтовая марка России. 2015 г.

Похоронен 25 мая 1994 года на Митинском кладбище рядом с Мемориалом памяти жертвам Чернобыля, участок № 162, могила № 1605.
- Экспозиции, посвященные Владимиру Максимчуку, открыты в Центральном музее МВД России, в Центральном музее МЧС России и Центре пропаганды ГУ МЧС России по городу Москве, музее Героев Советского Союза и России в Москве, во 2-й специализированной пожарной части федеральной противопожарной службы по городу Москве при ГУ МЧС России, в Музее Огнеборцев и спасателей Технического пожарно-спасательного колледжа им. Героя РФ В. М. Максимчука, а также в носящей его имя школе в селе Гизовщина Любарского района Житомирской области и в Национальном музее «Чернобыль» в Киеве.
- Имя Максимчука присвоено пожарному катеру в Москве[12], улице в Филимонковском поселении Новомосковского административного округа Москвы, 2-й специализированной пожарно-спасательной части ФПС РФ по городу Москве при ГУ МЧС России с увековечиванием этого события на мемориальной доске, а также Техническому пожарно-спасательному колледжу № 57 в г. Москве.
- Для слушателей Академии государственной противопожарной службы МЧС России учреждена стипендия имени Максимчука за выдающиеся успехи в учёбе и научной деятельности.
- Ежегодно в России проводятся Международные соревнования по пожарно-прикладному спорту на Кубок генерала Максимчука.
- В 2015 году почтой России была выпущена почтовая марка из серии «Герой Российской Федерации» с изображением В. М. Максимчука.